# Charles Hazelius Sternberg
Charles Hazelius Sternberg (15 de juny de 1850 – 20 de juliol de 1943), fou un recol·lector de fòssils estatunidenc i paleontòleg amateur.

## Biografia
El germà gran de Sternberg, el Dr. George M. Sternberg (1838–1915) va ser un cirurgià militar destinat a Fort Harker prop d'Ellsworth, Kansas, i va portar la resta de la família Sternberg cap a Kansas per a viure a la seva finca l'any 1868. Una vegada allà, Charles es va interessar en la tasca de recollir fòssils de la Dakota Sandstone Formation. A la dècada de 1870, estudià a Kansas State sota el famós paleontòleg Benjamin Franklin Mudge, però aviat deixà aquesta escola per tal de passar més temps al jaciment paleontològic.
Durant els primers anys de l'anomenada "Gerra dels Ossos" (Bone Wars), Charles Sternberg recollí fòssils a Kansas per a Edward Drinker Cope. Charles va escriure dos llibres: The Life of a Fossil Hunter (1909) i Hunting Dinosaurs in the Badlands of the Red Deer River, Alberta, Canada (1917).
Charles es va casar amb Anna Musgrave Reynolds el 7 de juliol de 1890. Un dels seus fills morí a la infantesa i l'única filla morí als 20 anys el 1911. Tres fills van sobreviure fins a l'edat adulta, George F. Sternberg (1883–1969), Charles Mortram Sternberg (1885–1981) i Levi Sternberg (1894–1976), que van participar en la recerca paleontològica. Van ser famosos pels seus descobriments, que inclouen la mòmia d'edmontosaure. El fill George va trobar un fòsiil d'un "peix dins un altre peix" un Xiphactinus dins del qual hi havia un ben conservat Gillicus arcuatus.
Sternberg va ser un home profundament religiós. Sobre la religió va escriure un recull de poemes, The Story of the Past: Or, the Romance of Science.